# Gentilé
Le gentilé (/ʒɑ̃.ti.le/) est le nom générique donné à chaque personne qui habite un lieu, et donné pour cette raison. Ce lieu peut être un village, une ville, un Land, un département, une région, une province, un état, un pays, un continent. Le gentilé est le plus souvent dérivé morphologiquement du toponyme désignant ce lieu et parfois pas. Ainsi parisien, japonais, africain, hennuyer et naborien sont des gentilés en français, engels est un gentilé en néerlandais, et Bayern un gentilé en allemand. Certaines publications francophones utilisent parfois, comme synonyme de « gentilé », les expressions « démonyme » ou « nom ethnique ». (Quelques auteurs désignent par un gentilé l'ensemble des personnes « originaires » d'un lieu, quel que soit le sens qu'ils donnent au mot « origine »). 
Le gentilé, au contraire de l’ethnonyme, n'est généralement pas lié à une identité sociale locale ou ethnique. Un locuteur peut utiliser un ethnonyme pour désigner une population qu'il n'associe pas à un lieu géographique — par exemple, parce qu'elle n'est pas sédentaire. Donc, « gentilé » est synonyme de « nom d’habitants », et « ethnonyme » est synonyme de « nom de peuple ».
Par exemple, le mot Roms est un ethnonyme, pas un gentilé. Pour autant, certains auteurs, comme André Rolland de Denus au XIXe siècle, ont pu écrire « nom ethnique » au sens de « gentilé ».

## Historique
Le terme gentilé a pour racine lexicale gentils, du latin gentiles (qui appartient à une nation), qui est la traduction habituelle[Quoi ?] de l'hébreu goyim, goy גוי signifiant « peuple, nation ». Il est attesté en français dès 1752 et vient du latin gentile nomen, qui correspond au nom de famille chez les Romains (par exemple, « Julius » dans « Caius Julius Caesar », nom latin de Jules César, qui appartenait à la gens Julia, c'est-à-dire la famille Julia). L’Encyclopédie ou Dictionnaire raisonné des sciences, des arts et des métiers de Diderot indique, en 1757 :

« GENTILÉ, s. m. […] Le gentilé d’un seul homme peut être de trois manières et de trois sortes de dénominations : le gentilé, par exemple, du peintre Jean Rothénamer est Allemand, Bavarois et Munichien ; Allemand signifie qu’il est d’Allemagne ; Bavarois, qu’il est de Bavière et Munichien, qu’il est de Munich. »
Note : le gentilé actuel est Munichois.

Le terme est bien documenté dans le Littré et les divers dictionnaires Robert, mais inconnu du Trésor de la langue française informatisé (TLFi), inconnu aussi du Portail lexical du CNRS (CNRTL). Le mot « gentilé » ne se trouve pas dans le Petit Robert 1 (1993) ni dans « Préférences Larousse, langue française : petit dictionnaire de la langue française » (35 000 mots). Mais on le trouve, non défini, dans le Larousse « Anti-fautes d'orthographe » en 2008, qui recense 65 000 mots.
Gentilé a été recommandé par l’Office québécois de la langue française le 5 février 1982, comme équivalent de l’anglais name of inhabitants ou gentilic.

## Usage
Selon les conventions typographiques du français :
- le substantif (le gentilé à proprement parler) prend une majuscule (« Les Français ont répandu le goût français ») ;
- l’adjectif correspondant au gentilé ne prend pas de majuscule (« un béret basque », « un far breton ») ;
- le nom de langue (ou glottonyme) prend aussi la minuscule (« Né Breton, je parle le breton et je l’enseigne dans une école bretonne »).

Cela permet même de distinguer :
1. « Un savant allemand » qui est un savant de nationalité allemande ;
2. « Un savant Allemand », c’est-à-dire un Allemand qui sait beaucoup de choses ; dans ce deuxième cas on fait la liaison (c’est-à-dire que l’on prononce le t de l’adjectif savant)[4].

L’adjectif est identique au gentilé à la majuscule près ; le cas suivant, où le gentilé diffère de l’adjectif non seulement par sa majuscule initiale, mais aussi par sa terminaison -esse propre aux substantifs féminins, est peut-être unique : « les Suissesses ne portent que des montres suisses ».
On peut souvent utiliser l’adjectif aussi bien que le gentilé : « je suis français » est tout aussi correct que « je suis un Français », moins employé.
L’usage a pu, du reste, changer dans le temps et l’on peut observer des chassés-croisés entre le russe et le français à propos des majuscules.
Il arrive que le gentilé perde sa majuscule lorsqu’il finit par désigner simplement un type humain :
- suisse (suisse d’église par exemple) parce que l’on recrutait souvent des gardes en Suisse autrefois ;
- les lesbiennes sont les femmes homosexuelles et non plus les habitantes de Lesbos ;
- sybarite fait référence aux habitants de l’antique Sybaris, mais au sens figuré à un amateur de luxe ;
- en 1938 les Français se divisèrent en munichois partisans des accords de Munich et anti-munichois ;
- depuis 1945, la classe politique française se répartit entre atlantistes plaçant leur confiance dans l’OTAN et européistes (avec minuscule) partisans de la construction européenne.

Pour les villes-centres, on prendra l’exemple suivant : un habitant d’Orléans est un Orléanais, la région dont Orléans est le centre s’appelle l’Orléanais (à comprendre pays orléanais) : les habitants de l’Orléanais sont aussi appelés les Orléanais tout comme ceux de la seule Orléans ; le français n’a jamais développé de surcomposés du type *-aisien ou *-oisien. Mais le français fait la distinction Algérois (habitants d'Alger) / Algériens (citoyens d'Algérie).
Le cas où le gentilé ou l’adjectif correspondant désigne autre chose qu’un type humain ne pose guère de difficulté pratique et prend aussi la minuscule :
- le danois (ou dogue allemand) est une race de chiens ; par exemple : « Le danois du Danois d'Annois aboyait sans cesse » ;
- l’européen est une race de chats commune en Europe ;
- le persan est une race de chats originaire de Perse (Iran actuel) ;
- le siamois est une race de chats originaire du Siam (Thaïlande actuelle) ;
- le percheron est une race de chevaux dont le nom est issu de l'ancienne province du Perche;
- la normande est une race de vaches originaire de Normandie ;
- le parmesan est un fromage ;
- la charentaise est une pantoufle.

Majuscule aux seuls gentilés dans :
- les Français libres ;
- les Khmers rouges ;
- les Russes blancs.

Et minuscules uniquement dans les expressions adjectivales correspondantes :
- les Forces françaises libres.

Noter aussi :
- les Canadiens français.

Un gentilé peut devenir un anthroponyme. Par exemple, il vint un moment où la reine Marie-Antoinette d’Autriche ne fut plus que « l’Autrichienne » pour ses sujets. L’une des cinq composantes du nom arabe traditionnel, la nisba, généralise le procédé : Abdelkader l’Algérien par exemple ; ou encore Abou Moussab Al-Zarqaoui (ainsi nommé pour être né à Zarqa, en Jordanie).

### Dans différentes langues
Ces règles peuvent différer selon les langues.
| Langue      | Capitalisation                  | Exemple                               |
| ----------- | ------------------------------- | ------------------------------------- |
| français    | oui                             | un Français                           |
| afrikaans   | oui                             | 'n Fransman                           |
| créole      | oui et non                      | an Fwansé, an Moun Fwans'             |
| anglais     | oui                             | a Frenchman                           |
| espagnol    | non                             | un francés                            |
| allemand    | oui                             | ein Franzose                          |
| italien     | non                             | un francese                           |
| portugais   | non                             | um francês                            |
| néerlandais | oui                             | Fransman                              |
| polonais    | oui                             | Francuz                               |
| tchèque     | oui                             | Francouz                              |
| suédois     | non                             | fransman                              |
| basque      | non                             | frantses                              |
| breton      | oui                             | Gall                                  |
| espéranto   | non                             | franco                                |
| grec        | oui                             | Γάλλος (Gállos)                       |
| russe       | non                             | француз (frantsúz)                    |
| arménien    | oui                             | ֆրանսիացի ([fɾɑnsjɑˈt͡sʰi])            |
| arabe       | – (écriture unicamérale)        | فرنسي (faransiyy)                     |
| chinois     | – (écriture unicamérale)        | 法国人 (fǎguórén)                     |
| japonais    | – (écriture unicamérale)        | フランス人 (furansujin)               |
| coréen      | – (écriture unicamérale)        | 프랑스인 (peurangseuin)               |
| tamazight   | oui                             | Fransawiy                             |
| latin       | conseillé, mais pas obligatoire | Gallus (on peut aussi trouver gallus) |

## Étude
Alors que la science des toponymes ou noms de lieux est la toponymie et que la science des anthroponymes ou noms de personnes est l’anthroponymie, l'étude des gentilés est généralement appelée gentilistique, terme principalement employé au Québec. André Rolland de Denus fait figure de « précurseur » dans l’étude des gentilés. Parmi les grands ancêtres, on citera Étienne de Byzance et ses Ethniques.

## Formation
L’usage d’un gentilé n’est pas systématique pour tous les toponymes et il n’y a pas d’emploi légal arrêté ou réglementaire pour les petits toponymes. Dans certaines régions on se contente de désigner « ceux de… » ou, simplement, le nom du village ; exemple, « les Sireuil ». Le plus souvent, le choix d’un gentilé est laissé à l’appréciation d’un érudit local, ce qui donne parfois des approximations fautives par rapport à l’étymon du nom, ou au contraire des hypercorrections inutiles, ce qui peut conduire à des doublons : les Pétrocoriens / les Périgourdins.
Un gentilé est souvent cité au masculin pluriel (les Français, les Allemands), mais on peut aussi trouver le masculin singulier (l’Anglais).
Les suffixes formateurs de gentilés les plus courants sont en français (entre parenthèses, quand elles sont distinctes, les formes féminin singulier, masculin pluriel et féminin pluriel) :
- -ain(e)(s) ou -in(e)(s)(che) : surtout pour les villes et quartiers (par exemple : chapelains et chapelaines de La Chapelle-sur-Erdre, valloirins et valloirinches de Valloire) mais parfois pour des régions (les transylvains) ;
- -ais(e)(s) : pour les villes (par exemple : Bayonnais de (Bayonne) mais aussi pour les pays (par exemple : Français de France, Taïwanais de Taïwan) ;
- -ien(ne)(s), -in(e)(s) ou -éen(ne)(s) : surtout pour les pays (Italie : Italiens, Malaisie : Malaisiens ; Monténégro : Monténégrins ; Niue : Niuéens ), mais aussi les villes (Paris : Parisiens ; Calais : Calaisiens ; Arles : Arlésiens) ;
- -ois(e)(s) : un peu vieilli en France, s’utilise surtout pour les villes (Reims : Rémois ; Amiens : Amiénois) et villages les plus anciens (Perret : Perretois). Il est fréquent au Québec où il représente plus de la moitié des gentilés, ainsi qu’en Suisse (Lausannois, Bernois, Genevois) et en Belgique (Bruxellois, Liégeois, Namurois, Anversois).

D’autres suffixes plus rares sont rencontrés :
- -an(e)(s) ou -an(ne)(s) : par exemple Mosellans et Mosellanes du département de la Moselle, Nauruans de Nauru, Valaisans et Valaisannes du canton du Valais, Pulliérans de la commune suisse de Pully ;
- -aque(s) : les Bosniaques ; Canaque ; les Slovaques, un ou une Slovaque de Slovaquie ;
- -ar(e)(s) : un ou une Bulgare de Bulgarie, Kosovars du Kosovo (d’après le gentilé albanais kosovar) ; les Tatars ou Tartares ;
- -ard(e)(s) ou -art(e)(s) – vieilli : les Chamoniards de la ville de Chamonix, Savoyards de la région de Savoie ; suffixe parfois employé de façon péjorative ou argotique au lieu d’un autre suffixe usuel. Lensards et Lensardes de la commune suisse de Lens ;
- -asque(s) : un ou une Basque, Monégasque de Monaco, Mentonasque, Brigasque ;
- -ate(s) : un ou une Croate de Croatie ; les Dalmates de la région de Dalmatie ; les Éléates de la ville d'Élée ;
- -(l)ate(s) Champdieulats et Champdieulates de Champdieu dans la Loire ;
- -aud(e)(s) : par exemple, Pelauds et Pelaudes d'Eymoutiers ;
- -eau(x) / -elle(s) : par exemple, Tourangeaux et Tourangelles de Tours ;
- -k(e)(s) : les Kanaks ; un Ouzbek et une Ouzbèke d'Ouzbékistan ; un Tadjik et une Tadjike du Tadjikistan ;
- -èque(s) – peut-être emprunté par l’espagnol à des langues méso-américaines, par exemple : les peuples des Aztèques, Olmèques, Chichimèques, Mixtèques... ; mais aussi : un ou une Guatémaltèque du Guatemala, Tchèque de République tchèque ;
- -ène(s) : un ou une Madrilène de Madrid, Slovène de Slovénie, Tchétchène de Tchétchénie, Turkmène du Turkménistan ;
- -eux / -euse(s) : parfois argotique ;
- -ic(s) / -ique(s) : un peu savant, mais consacré dans certains gentilés d’usage courant (par exemple les « Celtiques ») ;
- -iche(s) : le plus souvent populaire et argotique au lieu d’un autre suffixe usuel, en référence au gentilé correspondant en anglais (un Angliche) ;
- -ides : sert à former des noms de peuples et dynasties (exemple : Abbassides, Saffarides...) ;
- -iste(s) : les Douarnenistes de Douarnenez, Tullistes de Tulle, Brivistes de Brive-la-Gaillarde ;
- -(i)te(s) : un ou une Moscovite de Moscou, Yéménite du Yemen… ;
- -(i)ot(e)(s) ou -(i)at(e)(s), le i étant supprimé s’il suit un autre i semi-voyelle : un ou une Cairote du Caire, Cypriote ou Chypriote de Chypre, Spartiate de Sparte… ;
- -(n)ol(e)(s), Caillanols, Caillanoles de Cailla dans l'aude ;
- -on(ne)(s) : les Bretons et Bretonnes de Bretagne ;
- -ote(s) : les Chypriotes, les Stambouliotes ;
- -é(e)(s)  : Burkinabé du Burkina Faso ;
- -ouche(s) : une ou une Ingouche d'Ingouchie, les Manouches ;
- -ou(se)(s) : suffixe vieilli, conservé par l’usage historique. Les Miaulétous pour Saint-Léonard-de-Noblat ;
- -(l/t)oque(s) : le plus souvent populaire et argotique, fréquemment péjoratif (un Chinetoque, un Amerloque) ;
- -uche(s) : assez rare et toujours argotique (un Libanuche, un Albanuche) ;
- -yen(ne)(s): Un Beaufayens de Beaufai dans l'Orne.

Quand le toponyme se termine par le suffixe -ie, le plus souvent, ce suffixe est souvent supprimé si le gentilé obtenu se termine par un des suffixes ci-avant, ou converti en -ien(ne)(s) si cela crée une ambigüité de sens.
Les gentilés correspondant à des toponymes composés sont le plus souvent irréguliers en français, souvent assez éloignés du toponyme (même s’il peut rester une origine historique commune) comme pour les Trifluviens de Trois-Rivières. Il n’y a pas de règle établie pour leur formation, même pour les toponymes courant commençant par Saint- ou Sainte- (cet élément n’est souvent pas représenté dans le gentilé ; Saint-Étienne : Stéphanois), mais l’article initial préfixant certains toponymes est pratiquement toujours ignoré dans le gentilé (par exemple, La Rochelle : Rochelais).
Les racines de toponymes contenant des prénoms (souvent très anciens et internationaux) sont souvent dérivés en gentilés français à l’aide d’anciennes racines latines, grecques ou issues d’autres langues. Les gentilés français issus de toponymes composés sont le plus souvent contractés en un terme non composé, après élimination des articles internes et réduction des autres racines.
Le radical d’un gentilé se voit modifié lorsqu’il ne constitue pas la dernière composante d’un gentilé composé (par exemple : un film franco-hispano-russo-américain, où « américain », la dernière composante du gentilé composé, est la seule composante à conserver sa forme originale de gentilé). Voici quelques exemples de radicaux destinés aux gentilés composés (liste non exhaustive).
- Afrique : Afro- (un Afro-Asiatique)
- Albanais : Albano- (un Albano-Grec)
- Allemand : Germano- (une Germano-Polonaise, le pacte germano-soviétique)
- Américain : Américano- (les échanges américano-soviétiques)
- Anglais : Anglo- (la reine Victoria était une Anglo-Allemande, les îles Anglo-Normandes)
- Arabe : Arabo- (les Arabo-Musulmans, la culture arabo-indienne)
- Arménien : Arméno- (le dialogue arméno-turc)
- Autrichien : Austro- (l'Empire austro-hongrois, une Austro-Brésilienne)
- Belge : Belgo- (un Belgo-Néerlandais)
- Bulgare : Bulgaro- (un Bulgaro-Roumain)
- Chinois : Sino- (le conflit sino-soviétique, la culture sino-vietnamienne)
- Croate : Croato- (un Croato-Serbe)
- Danois : Dano- (un Dano-Suédois)
- Espagnol : Hispano- (un Hispano-Américain, un cheval hispano-arabe)
- Européen : Eur(o-) (le continent eurasiatique)
- Finnois : Finno- (les langues finno-ougriennes)
- Français : Franco- (l’amitié franco-allemande, une Franco-Colombienne)
- Grec : Gréco-, Helléno- (un Gréco-Macédonien, un Helléno-Turc)
- Hongrois : Magyaro- (un Magyaro-Tchèque)
- Inde : Indo- (les langues indo-européennes)
- Iranien : Irano- (un Irano-Pakistanais)
- Israélien : Israélo- (le conflit israélo-palestinien)
- Italien : Italo- (les Italo-Suisses, la cuisine italo-américaine)
- Japonais : Nippo- (les Nippo-Américains, la guerre nippo-russe)
- Letton : Letto- (la frontière letto-estonienne)
- Polonais : Polono- (l'Union polono-lituanienne)
- Portugais : Luso- (la frontière luso-espagnole, les Luso-Brésiliens)
- Russe : Russo- (les incidents russo-britanniques du 21 octobre 1904, une Russo-Ukrainienne)
- Serbe : Serbo- (la langue serbo-croate)
- Slovaque : Slovaco- (un Slovaco-Ukrainien)
- Soviétique : Soviéto- (un Soviéto-Italien)
- Suédois : Suédo- (un Suédo-Finlandais)
- Suisse : Helvéto- (un Helvéto-Français)
- Tchèque : Tchéco-, Bohémo- (l'union tchéco-slovaque)
- Turc : Turco- (le conflit turco-grec)

Concernant l'ordre d'écriture d'un gentilé composé, il n'existe aucune règle officielle à ce sujet.

## Gentilés scientifiques, gentilés politiques
En sciences humaines, on distingue désormais les gentilés scientifiques fondés sur les définitions ethnologiques essentiellement linguistiques, et identifiés par le suffixe…phones, et les gentilés politiques fondés sur des définitions prises par les pouvoirs législatifs ou exécutifs des États, et identifiés par une majuscule initiale.

### Gentilés scientifiques
Pour éviter les imprécisions et ne plus confondre nationalité (c’est-à-dire citoyenneté), appartenance religieuse (c’est-à-dire confession), appartenance géographique (c’est-à-dire lieu d’origine ou de résidence), et communauté linguistique, la règle scientifique est d’employer, pour définir cette dernière, le suffixe : phones. Selon cette règle, la communauté francophone (au sens ethnologique du mot) comprend des Français (mais pas tous), des Canadiens (mais pas tous), des Belges (mais pas tous), des Suisses (mais pas tous).
Ethnologiquement, un anglophone, un francophone, un germanophone ou un russophone est un locuteur habituel de langue parentale respectivement anglaise, française, allemande ou russe, mais n’est pas forcément un Anglais, un Français, un Allemand ou un Russe : il peut être par exemple Américain, Canadien, Autrichien, Suisse, Belge, Moldave.
Pour définir une langue et situer un gentilé, les scientifiques utilisent trois notions qui relèvent de la linguistique, de la sociolinguistique et de la dialectologie :
- l’isoglosse qui réunit deux locuteurs lorsqu’ils peuvent se comprendre spontanément et complètement sans traducteur. Dans le cas contraire, il les sépare. Par exemple, un Allemand et un Autrichien se comprennent spontanément et complètement sans traducteur : ils sont tous deux germanophones, un isoglosse les réunit. Même chose pour un Français et un Suisse romand. En revanche, deux Suisses, deux Belges ou deux Moldaves (pays où l'on parle plusieurs langues) peuvent ne pas se comprendre s'ils ne parlent pas la même langue : un isoglosse les sépare ;
- le diasystème qui désigne des langues dont les locuteurs se comprennent spontanément et presque complètement sans traducteur ni dictionnaire et qui ont une origine commune, telles le gascon et le provençal. Dans un diasystème, les langues abstand « spontanées » ou « populaires » ont évolué à partir de dialectes passés ou présents présentant assez de traits structurels communs scientifiquement établis, pour constituer une langue unitaire. Quant aux langues ausbau « codifiées » ou « savantes », définies par une académie ou par un pouvoir politique, leurs formes devenues officielles sont généralement différentes de la forme originelle ; parmi les langues ausbau, certaines sont des langueabstand modernisées (le français est la forme moderne de la langue d'oïl), d’autres des dialectes d’une langue abstand dont on a volontairement accentué les différences (néerlandais par rapport au bas-saxon, croate ou serbe par rapport au serbo-croate, macédonien par rapport au bulgare…), d’autres sont des langues politiques que seule l’écriture (hindî/ourdou) et parfois seul le nom officiel (roumain/moldave, serbe/monténégrin) différencient ;
- l’endonyme (nom par lequel une population se désigne elle-même) et l’exonyme (nom par lequel elle est désignée de l’extérieur) : Roms/Tsiganes, Inuits/Esquimaux…

Les gentilés scientifiques, basés sur des définitions ethnographiques, peuvent aussi prendre en compte la religion, voire le mode de vie, lorsque ceux-ci se traduisent par un isopraxe : il y a isopraxe lorsque la religion ou le mode de vie, et à leur suite les coutumes, l’écriture et l’identité d’un groupe, le séparent des groupes voisins, fussent-ils de même langue. Par exemple, un Croate, un Bosno-musulman et un Serbe parlent à peu de chose près la même langue, mais les différences de religion, d’écriture, de coutumes depuis le haut Moyen Âge ont créé des isopraxes entre eux : ils ont créé des États différents, ont pris des partis historiques différents, et constituent des groupes fortement identifiés, différents. Ce sont également des isopraxes qui identifient les Ashkénazes germanophones d’Allemagne, ou anglophones d’Amérique, ou les Séfarades arabophones du Maroc, ou encore les Gitans hispanophones et catholiques d’Espagne, les Cingene turcophones et musulmans de Turquie ou les Tziganes roumanophones et orthodoxes de Roumanie.

### Gentilés politiques
Un gentilé politique n’a pas besoin de règles scientifiques : il découle d’une volonté politique (partagée ou non par les populations concernées) soit de rassembler, soit de distinguer. Ainsi, dans la Yougoslavie des années 1930, la population majoritaire était définie comme serbo-croate sans distinction, sur critère exclusivement linguistique (volonté de rassembler, traduite sur le terrain par le découpage territorial en Banovines qui « effaçaient » les anciennes frontières croates, bosniaques, monténégrines et serbes). Aujourd’hui, au contraire, la même langue s’appelle officiellement croate, bosniaque, monténégrin ou serbe selon les nouveaux États, et sert à définir leurs identités nationales (volonté de distinguer). On pourrait tout aussi bien, en Europe occidentale, appeler le gascon, le catalan et le provençal « occitan » (volonté de rassembler) ou au contraire définir des langues wallonne en Belgique ou romande en Suisse différentes du français (volonté de distinguer). En République de Moldavie, depuis 1991 une controverse divise les mouvements politiques pour savoir si la langue de la majorité autochtone (roumanophone selon les scientifiques) est du roumain (volonté de rassembler) ou du moldave (volonté de distinguer). On pourrait multiplier les exemples à travers l’Europe et le monde.
Parmi les gentilés politiques, on trouve la règle du politiquement correct, inventée dès le XIXe siècle non par des Américains, comme on le pense souvent, mais par des Français : Émile Ollivier, Edgar Quinet, Élisée Reclus. Elle fut appliquée par les Soviétiques dans les années 1920 (ils renommèrent presque tous les peuples sibériens) bien avant d’être adoptée, dans les années 1970, par la National Geographic Society, puis, dans les années suivantes, par le monde universitaire américain, qui l’étendit également aux minorités sociales. Le but de cette règle est d’éviter les imprécisions et ne plus risquer de désigner les communautés par des sobriquets péjoratifs, en leur donnant le nom par lequel elles se désignent elles-mêmes. C’est ainsi qu’on est passé d’« Esquimaux » à Inuits, ou de « Gitans », « Bohémiens », « Romanichels » ou « Tziganes » à Roms par exemple.
Certains gentilés d’origine scientifique peuvent eux aussi devenir politiques : par exemple, « francophones », dans le sens politique du mot, ne désigne pas seulement des locuteurs habituels de langue parentale française, mais toute personne et tout État comprenant le français ou membre de la Francophonie.

### Surnoms et sobriquets
Certains communes ont officialisé comme gentilé le surnom, voire le sobriquet donné historiquement à leurs habitants.